# Castlevania II: Simon's Quest
Castlevania II: Simon's Quest är ett NES-spel som utkom i Japan den 28 augusti 1987, i Nordamerika i december 1988 och i Europa den 27 april 1990. Spelet ingår i Castlevania-serien. Spelet utspelar sig år 1698, sex år efter förra spelet, och Simon Belmont skall besegra Greve Dracula.